# Itame messapiaria
Itame messapiaria là một loài bướm đêm trong họ Geometridae.